# آن مگره
آن مگره (فرانسوی: Anne Meygret‎؛ زادهٔ ۱۵ فوریهٔ ۱۹۶۵) شمشیرباز اهل فرانسه است.
وی در مسابقات کشوری و بین‌المللی در مجموع برندهٔ ۱ مدال برنز شده‌است.